# Есмахан
Есмахан (каз. Есмахан) — село в Махамбетском районе Атырауской области Казахстана. Входит в состав Баксайского сельского округа. Код КАТО — 235639200.

## Население
В 1999 году население села составляло 170 человек (86 мужчин и 84 женщины). По данным переписи 2009 года, в селе проживало 200 человек (105 мужчин и 95 женщин).